# Uramba pruinosa
Uramba pruinosa là một loài chân đều trong họ Porcellionidae. Loài này được Arcangeli miêu tả khoa học năm 1939.